# Dulikhel
Dulikhel is een stad (Engels: municipality; Nepalees: nagarpalika) in het oosten van Nepal, en tevens de hoofdstad van het district Kavrepalanchok. De stad telde bij de volkstelling in 1991 9.812 inwoners, in 2001 11.521, in 2011 14.283.
De stad ligt 30 km ten noordoosten van de hoofdstad Kathmandu.